# Спасо-Преображенський собор (Суми)
Спа́со-Преображе́нський кафедра́льний собо́р — православний кафедральний собор Сумської єпархії УПЦ (МП) у місті Суми.
Адреса: вул. Соборна, 31-а, м. Суми-40000 (Україна).

## Опис
Двокупольний, хрещатий у плані собор поєднав у собі елементи різних стилів, таких як ренесанс, бароко та класицизм.
У підстави барабану з позолоченим куполом розміщено чотири 3-метрові скульптури апостолів — по одній на кожний кут. Їх об'єднує балюстрада чорного кольору. На фасадах та карнизах є багато ліпних деталей, які зачаровують майстерністю, з якою вони зроблені.
Дзвіниця собору зроблена в стилі бароко. Два яруси примикають до притвору, три інших являють собою чотирикутну башту. Завершується дзвіниця невеликим сферичним куполом з фігурами святих. Вся споруда спрямована вгору, що підтверджує побудова її ярусів.
У середині храму можна побачити ліпнину по мармуру та багато художніх робіт на біблійну тематику. Іконостас було зроблено з білого мармуру та малахіту.

## Історія

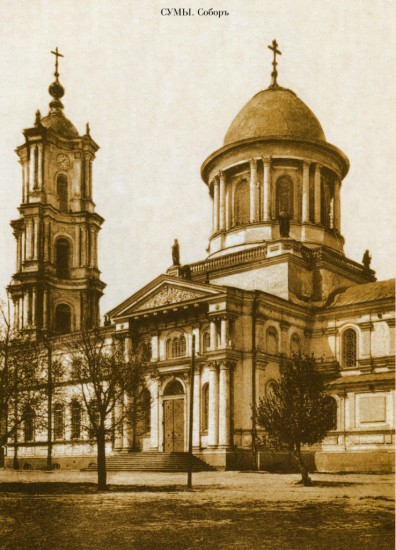
Спасо-Преображенський собор на початку ХХ ст.

Двох'ярусний собор був зведений у центрі міста, на місці дерев'яної церкви. Перший архітектор, який спроектував храм, невідомий.
У середині XIX століття будівля почала псуватися, тому у 1858 році вона була дещо перебудована та перетворилася з двох'ярусної на одноповерхову. Проте сучасного вигляду, такого, яким ми знаємо собор зараз, споруда тоді ще не набула. З 1882 по 1892 рік була проведена капітальна реконструкція храму, під керівництвом Михайла Ловцова, який тоді був російським академіком архітектури. Меценатами відновних робіт були сумські купці Микола та Дмитро Суханови.
До собору було добудовано 56-метрову дзвіницю, на якій було встановлено куранти. Їх було замовлено та виготовлено в Англії. Згодом вони були пошкоджені під час української революції. І лише в 1947 році куранти були відреставровані працівниками заводу ім. Фрунзе: І. П. Ліщинським, І. І. Нікітіним, А. І. Нікітіним та В. І. Балоненком. З того часу куранти заводять лише раз на три доби і цим вони значно досконаліші від кремлівських, котрі заводять раз на 12 годин.
Слід відзначити, що в храмі майстрами було гарно виконано внутрішній інтер'єр та розпис іконостасу. Живописні роботи на біблійські теми були виконані художниками Клавдієм Васильовичем Лебєдєвим та Маковським Володимиром Єгоровичем.

### Корсунська ікона Божої Матері
Ікона Корсунської Божої Матері, або Шпилівська (як її було прозвано в народі), була покровителькою Сум та вже майже триста років знаходилася в Спасо-Преображенському соборі. За допомогою неї зцілювалися сотні сліпих прочан, тому її прозвали «прозрінною». Висловлюючи їй дяку за прозріння, люди залишали на ній золоті та ювелірні вироби. Ця ікона була однією з копій тієї, яку привіз до Києва князь Володимир. У наш час її було визнано чудотворною та канонізовано, кожної осені проводилися хресні ходи з цією іконою, які започаткував ще в XIX ст. меценат реконструкції Спасо-Преображенського собору Дмитро Іванович Суханов.
24 березня 2009 року Шпилівську ікону було викрадено. Міліція припускала, що грабіжник міг її викрасти через золоті вироби, які були на ній. Під час вечірньої служби чудотворна ікона ще лишалася в соборі, але вже зранку, коли люди прийшли до храму, її вже не було. Слідів злому співробітники міліції не виявили, тому слідство припустило, що злочинець сховався десь у храмі під час вечірньої служби, а потім, сховавши ікону під одягом, вранці спокійно вийшов з приміщення, коли собор вже було відчинено. Сторож не міг зайти вночі до храму та не чув нічого підозрілого. Слід додати, що сигналізації в храмі не було.

## Галерея

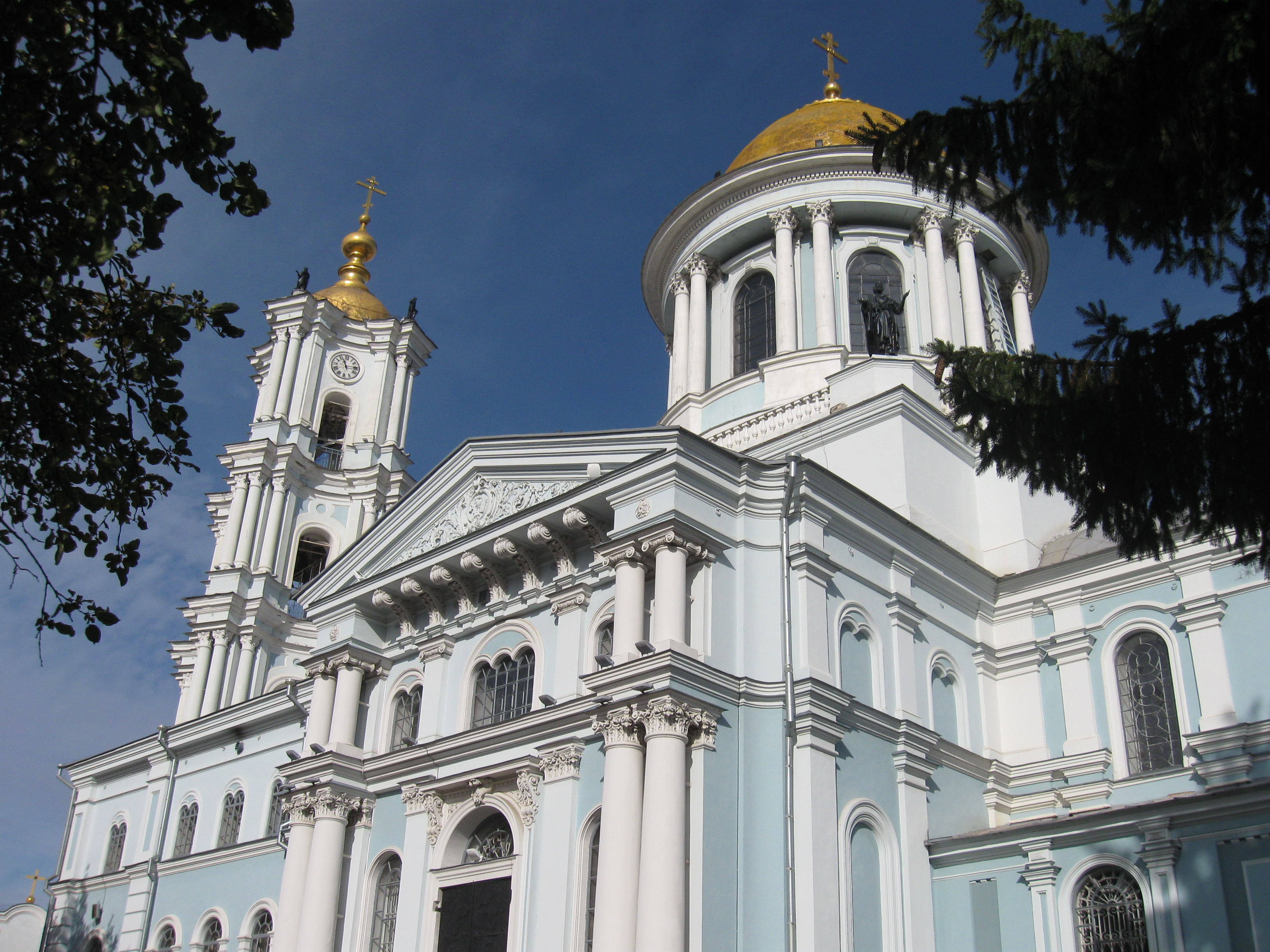
Фасад собору
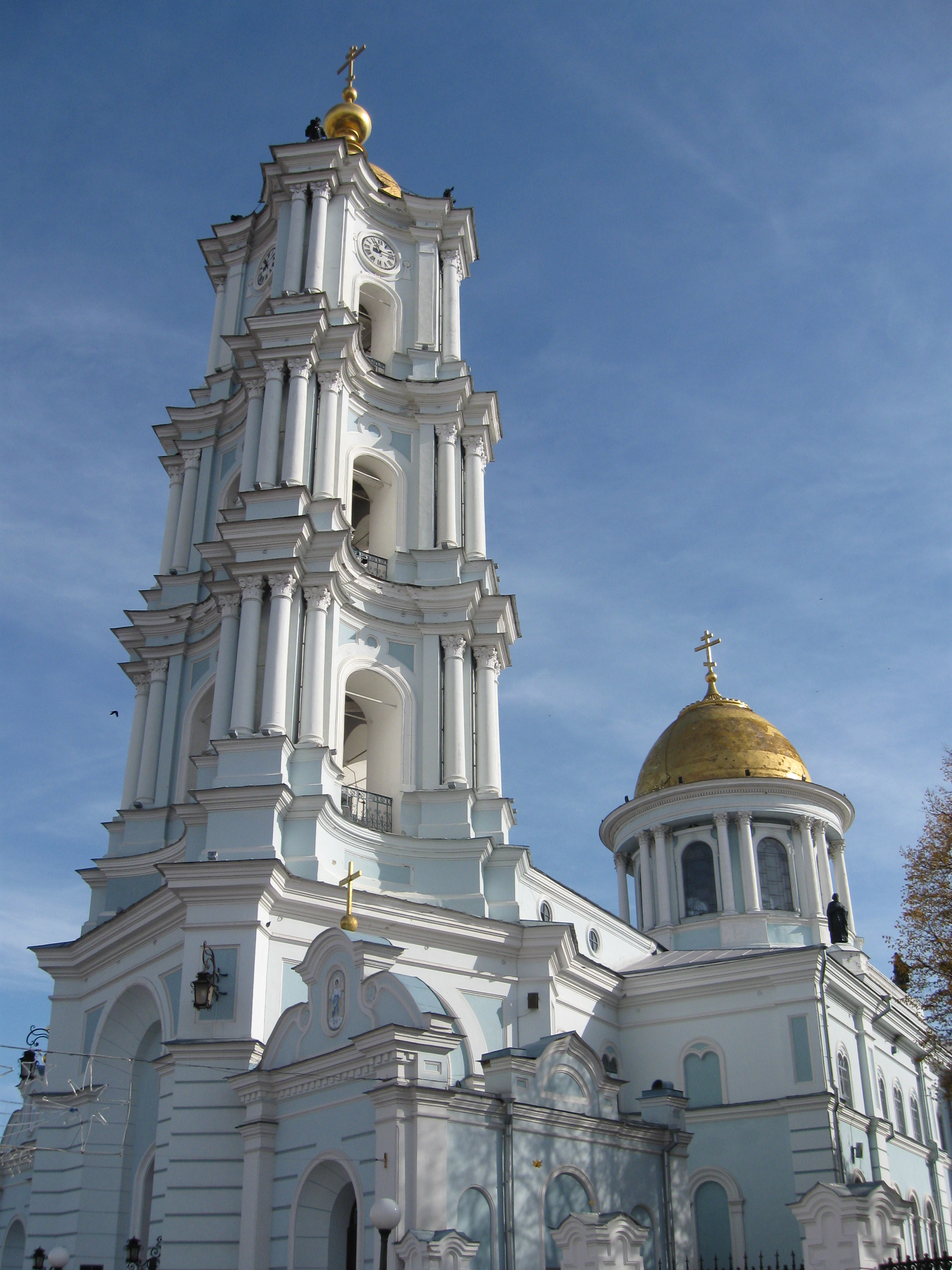
Спасо-Преображенський кафедральний собор у Сумах, ракурс
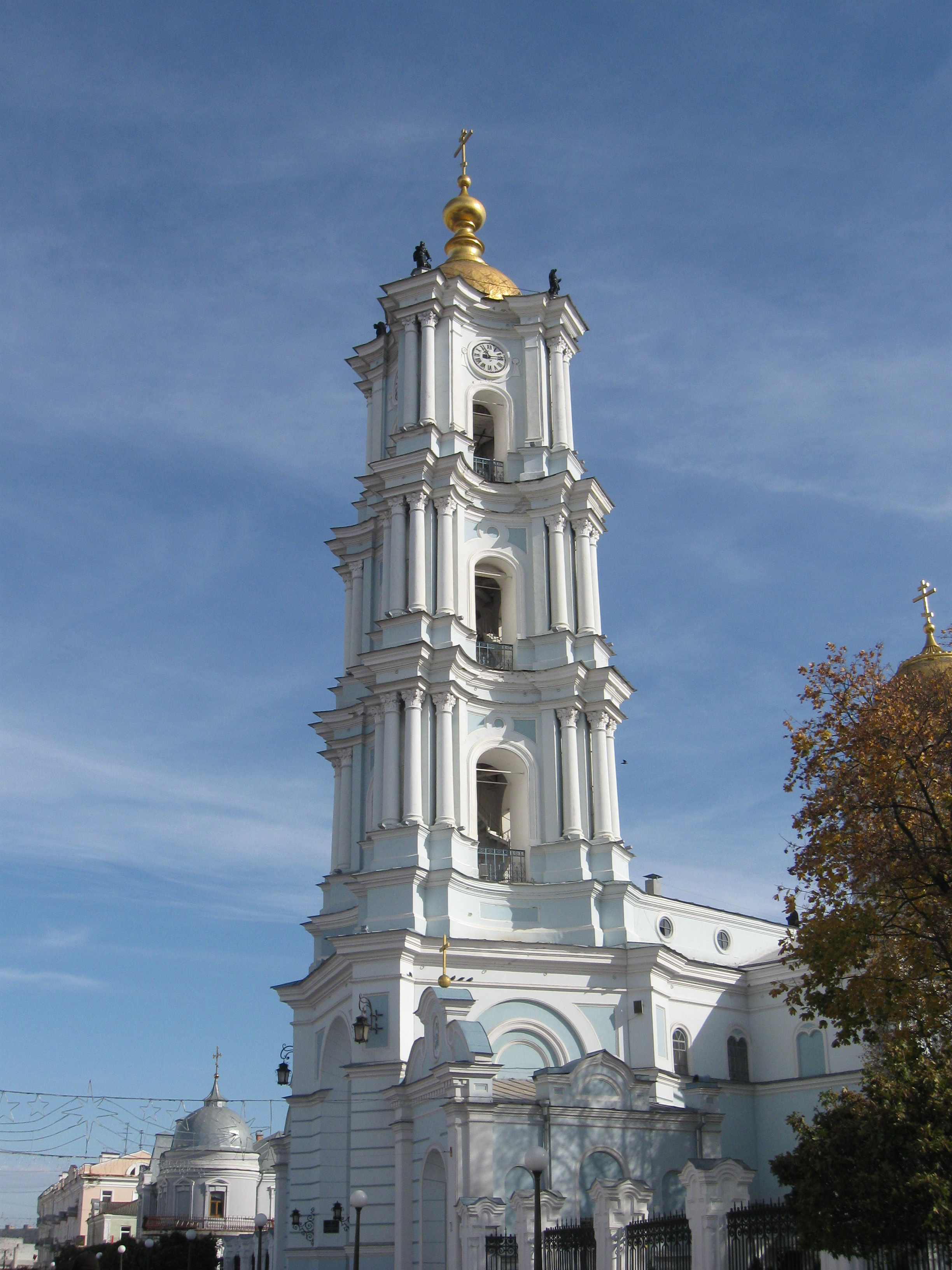
Дзвіниця собору
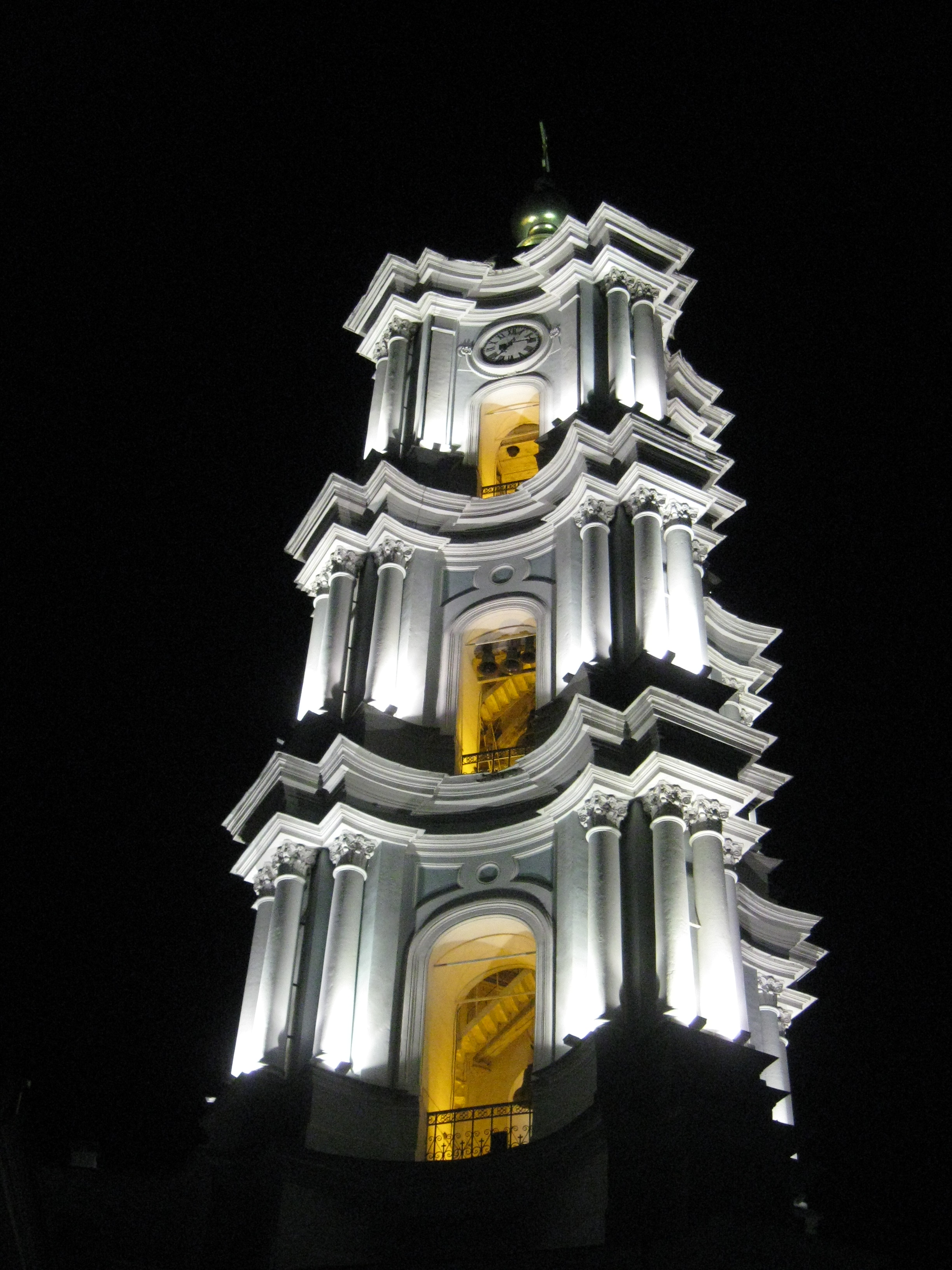
Дзвіниця вночі
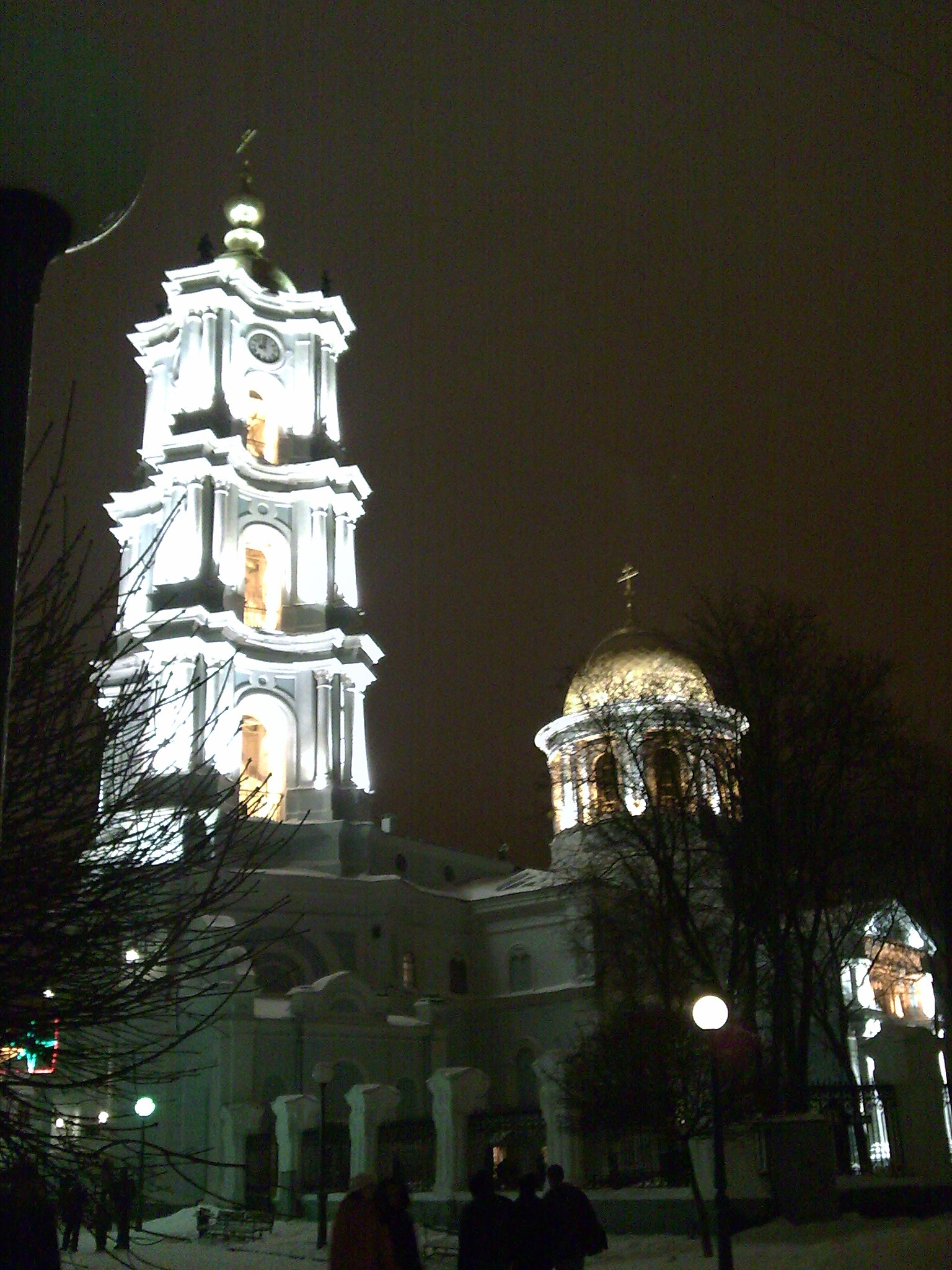
Спасо-Преображенський собор (різдвяна фотографія)